# Jakob Lilliedahl
Jakob Lilliedahl, född 4 oktober 1788 i Göteborg, död 7 januari 1861 i Stockholm, var en svensk konstnär.
Han var son till Johan Lilliedahl och Kristina Eleonora Bolm och gift med Karolina Lorensson. Lilliedahl fick sin grundläggande utbildning i målning av sin far och vid Beyers ritskola i Göteborg. Han blev målargesäll 1808 och fick därefter under två års tid följa undervisningen vid Konstakademien under Fredric Westins handledning. Efter faderns död 1811 förestod han dennes verkstad i Göteborg utan att bli mästare och han titulerades historiemålare. Han flyttade till Stockholm 1835 där han var verksam som dekorationsmålare bland annat målade han en storformatig altartavla för Kungsäters kyrka i Mark. Han medverkade i Konstakademiens utställningar och i Götiska förbundets konsttävlan 1818. Hans konst består av allegoriska kompositioner och historiska målningar. Vid sidan av sitt eget skapande var han medarbetare i Fredrik Boijes Magasin för konst, nyheter och moder och gjorde sig känd som sångare och musiker. Lilliedahl är representerad vid Nationalmuseum, Stockholm.